# Caldarola
Caldarola település Olaszországban, Marche régióban, Macerata megyében. Lakosainak száma 1591 fő (2023. január 1.). Caldarola Belforte del Chienti, Camerino, Camporotondo di Fiastrone, Cessapalombo, Valfornace és Serrapetrona községekkel határos.

## Népesség
A település népességének változása:
| Lakosok száma | 1809 | 1758 | 1591 |
|               | 2017 | 2018 | 2023 |